# Rivière de l'Aigle (vattendrag i Kanada, lat 46,45, long -76,04)
Rivière de l'Aigle är ett vattendrag i Kanada.   Det ligger i provinsen Québec, i den sydöstra delen av landet, 120 km norr om huvudstaden Ottawa. Rivière de l'Aigle ligger vid sjön Lac Kinòje.
I omgivningarna runt Rivière de l'Aigle växer i huvudsak blandskog. Runt Rivière de l'Aigle är det mycket glesbefolkat, med 7 invånare per kvadratkilometer.